# ルース・ベルヴィル
エリザベス・ルース・ナオミ・ベルヴィル(Elizabeth Ruth Naomi Belville 1854年3月5日 – 1943年12月7日)はグリニッジ・タイム・レディの名でも知られる、ロンドン出身の実業家である。ルースとその母マリア・エリザベス、父であるジョン・ヘンリーは自分たちの客に時を売った。その仕事は、まずグリニッジ天文台で標準時に自分の時計をあわせ、客にその時計を見せて料金をとるという仕組みだった。

## 歴史

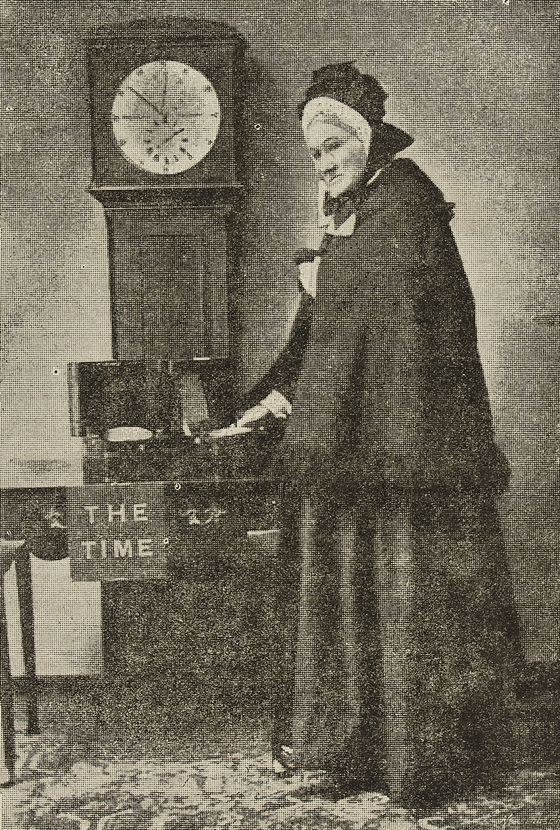
マリア・ベルヴィル(1892年)

ルース・ベルヴィルの父、ジョン・ヘンリー・ベルヴィルは1836年にこの仕事を始め、200人の顧客を集めた。ジョン・ヘンリーは毎朝、職場であるグリニッジ天文台に出かけ、標準時に時計をあわせた。そして馬車で町にでかけ、このサービスを契約している顧客の時計を正確な時間にあわせるのだった。
ジョン・ヘンリーは1856年に亡くなるまでこの仕事を続けた。未亡人となったマリアは生活の糧として特権的にこの仕事を引き継ぎ、齢80代になり1892年に引退するまで続けた。その後ルース・ベルヴィルがこの商売を継いだ。ルースの仕事は第二次世界大戦がすでに始まっていた1940年まで続いた。彼女も80歳を過ぎてから引退するのだが、86歳のときにはまだ自宅から12マイルの距離を移動することができ、朝の9時には天文台に到着していた。ルース･ベルヴィルは89歳で亡くなった。
この商売に使われていた時計はジョン・アーノルドの懐中時計(No.485/786)で、「アーノルド」の愛称で呼ばれていた。もともとはサセックス公爵のためにつくられた時計で、金のケースがついていたが、この時計の持ち主となったジョン・ヘンリーは泥棒に金の時計を狙われるのを恐れ、ケースは銀に変えられた。ルースが亡くなると、この時計は時計工名誉組合に遺贈された。

## 批判
ベルヴィル家の商売は、スタンダード・タイム・カンパニーの理事長であるセントオマー・ジョン・ウェインによる攻撃の的となった。ウェインの会社は電信による時報サービスを扱っており、すなわちベルヴィルが一番の競合相手だったのである。ウェインは市のクラブでベルヴィルを攻撃する演説を行い、「そのやり方は驚くほど時代遅れ」と語って、彼女が仕事を得るために「おんな」を使っている可能性をほのめかしさえした。
この演説はタイムズ紙に掲載されたが、記事においてはスタンダード・タイム・カンパニーのこともウェインがベルヴィルの商売敵であることも触れられていなかった。ウェインの批判が公開されると、ベルヴィルのもとへは彼女の商売と（ウェインがほのめかした）スキャンダルの可能性に関心を持った記者たちが殺到した。しかしベルヴィルはそれをうまくあしらい、結果として高まった知名度を利用して売り上げを伸ばした。ベルヴィルは後に、ウェインの骨折りは自分にとっては無料の広告を出すのと同じだったと語った。

## 読書案内
- Rooney, David (2008). Ruth Belville: The Greenwich Time Lady. National Maritime Museum. ISBN 0948065974